# Monastero di Valle Christi
Il monastero di Santa Maria in Valle Christi è un monastero cattolico in rovina nella frazione di San Massimo nel comune di Rapallo, in Liguria. L'ex complesso monastico duecentesco è inserito nella lista dei monumenti nazionali italiani; è uno dei pochi superstiti esempi dell'architettura gotica del territorio ligure.

## Storia

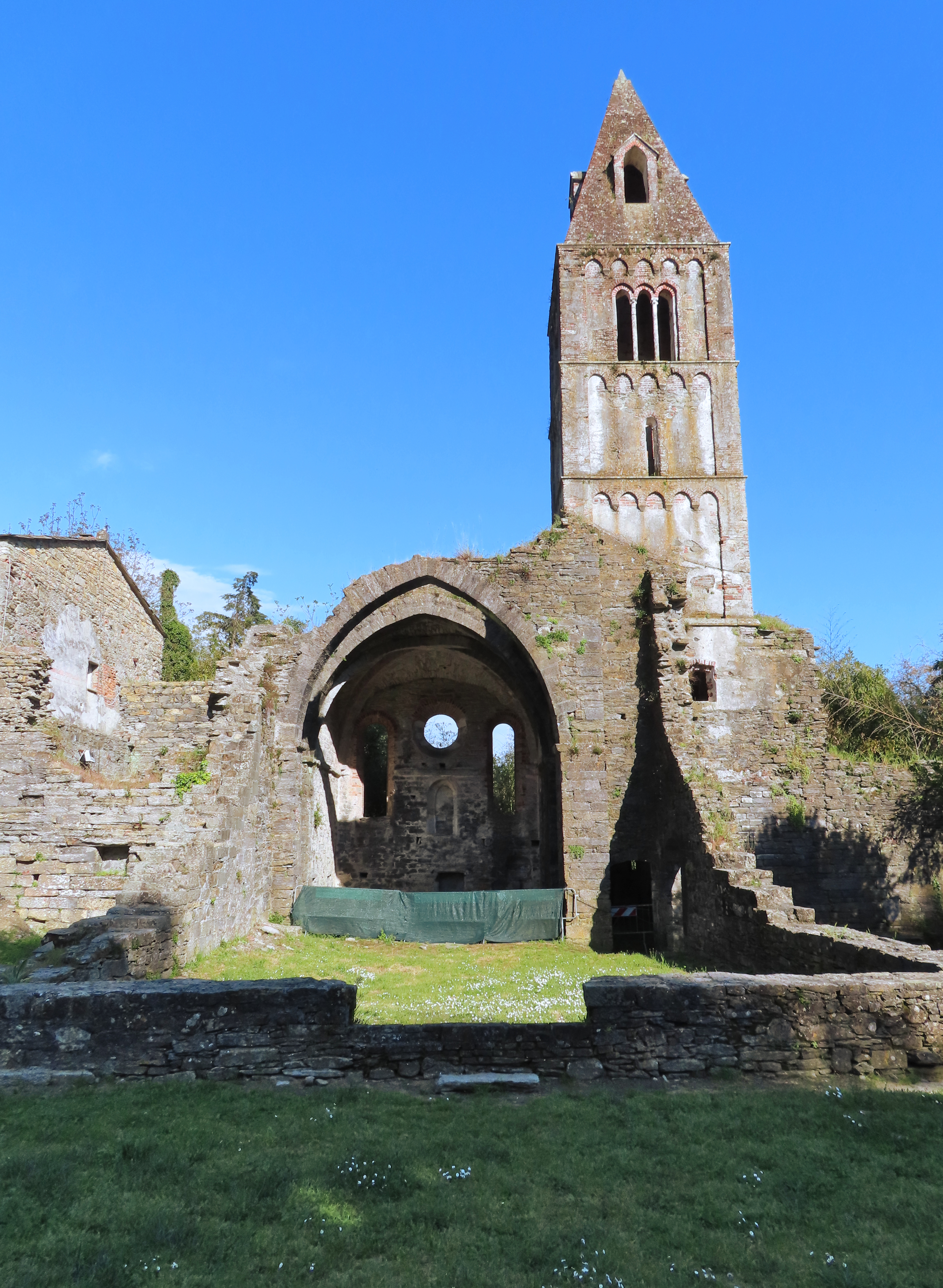
Particolare della chiesa

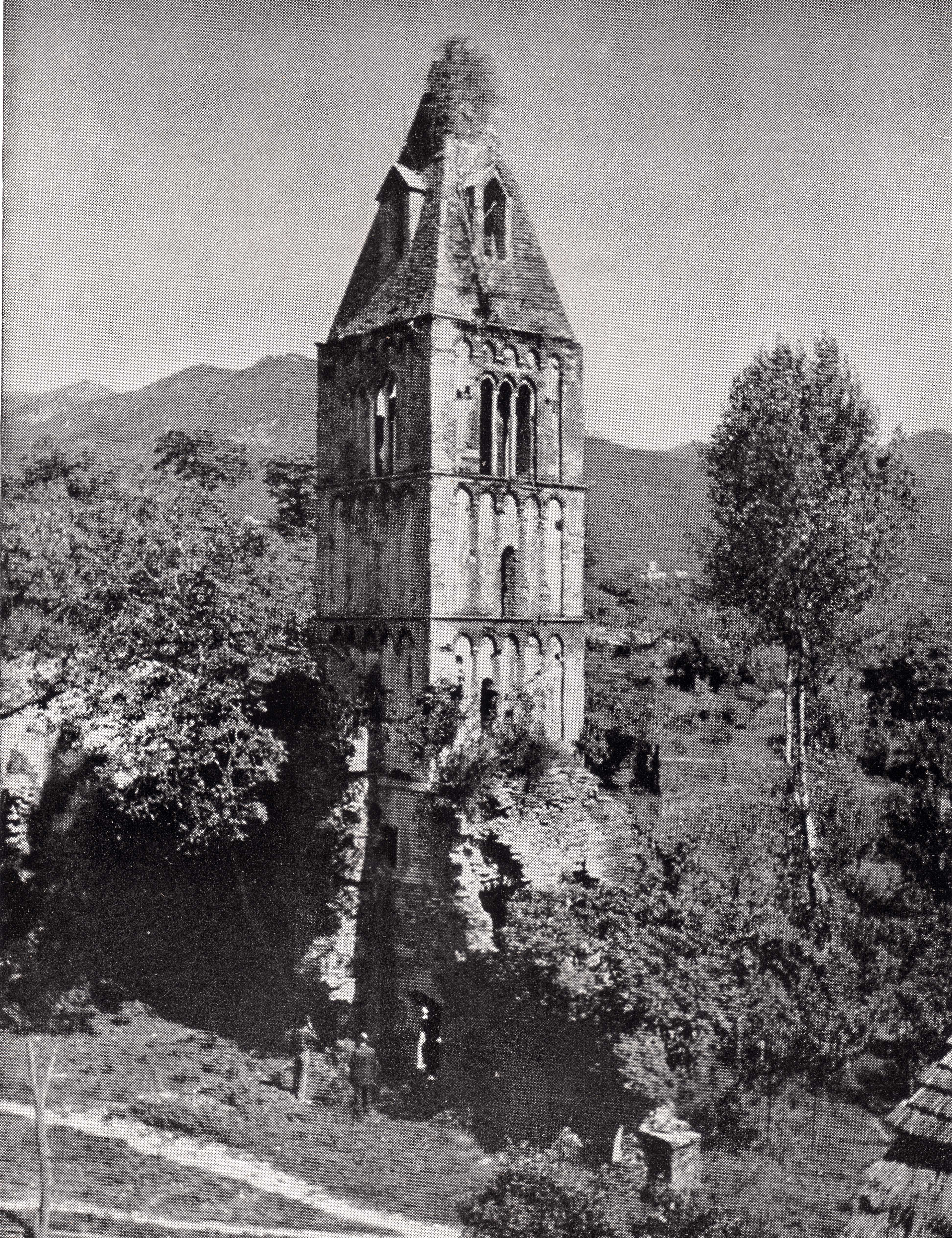
Le rovine del monastero nel 1949

Secondo alcuni documenti presenti nell'Archivio di Stato di Genova e trascritti dallo storico locale Arturo Ferretto, si è potuto apprendere che la fondazione del monastero abbia avuto origine dal volere di una nobildonna genovese: Altilia Malfanti, vedova De Mari, e della sorella Tibia (o Tiba). Come affermano i documenti storici, pare che siano state le due sorelle - proprietarie del terreno - a suggerire la costruzione di un convento di monache dell'Ordine dei Cistercensi, con l'intenzione poi di ritirarsi esse stesse alla vita monacale.
Un attestato rogato il 3 aprile del 1204 dall'arcivescovo di Genova Ottone Ghilini confermò la donazione del terreno, ponendo così le basi per l'edificazione dell'edificio conventuale. Alla fine dei lavori, intorno al 1206, il monastero venne affidato - come da espressa richiesta delle due donne genovesi - all'ordine cistercense già presente a Tiglieto (Abbazia di Santa Maria alla Croce), a Borzone (abbazia di Sant'Andrea) e a Genova. Proprio al convento genovese di Santa Maria dello Zerbino fu dato il ruolo di amministrazione del nuovo monastero che, come ascritto in un documento del 7 aprile 1206, risultò essere già abitato da suore.
Le monache di clausura cistercensi insisteranno nel monastero per quasi trecento anni, annoverando, fra di loro, suore dal nome illustre come Carinzia Visconti (nipote del pontefice Gregorio X) e guadagnandosi fama di operosità e santità. Il monastero ebbe un notevole sviluppo e nella chiesa fu venerata la reliquia di san Biagio, donata alle monache probabilmente da un capitano genovese, al seguito di Gaspare Spinola nella fortunata spedizione del 1380.
Nel 1502 ad abitare il convento rimasero solo due suore e, poiché nuove norme giuridiche-religiose prevedevano la soppressione dei conventi monastici con meno di cinque suore, le monache furono trasferite in monasteri vicini. Dopo un fallito tentativo d'insediamento di monaci cistercensi di Tagliata, il complesso monasteriale fu riabilitato nel 1508 grazie al nuovo inserimento di un gruppo di religiose di clausura dell'Ordine di Santa Chiara.
La convivenza delle monache nel monastero fu resa però difficoltosa dall'accentuato isolamento - ancora oggi il complesso è distante alcuni chilometri dal centro storico rapallese - e dalla insalubrità del luogo, tanto è vero che diciassette religiose su ventidue chiederanno nel tempo il trasferimento in altri monasteri. Inoltre, tra i vari decreti emanati dal Concilio di Trento nella seconda metà del XVI secolo, diverse norme decretarono la necessità dei conventi ad essere il più vicino possibile ai centri abitati: questo a causa delle sempre più frequenti invasioni e sbarchi di pirati saraceni, evento che nel borgo di Rapallo si verificò il 4 luglio 1549.

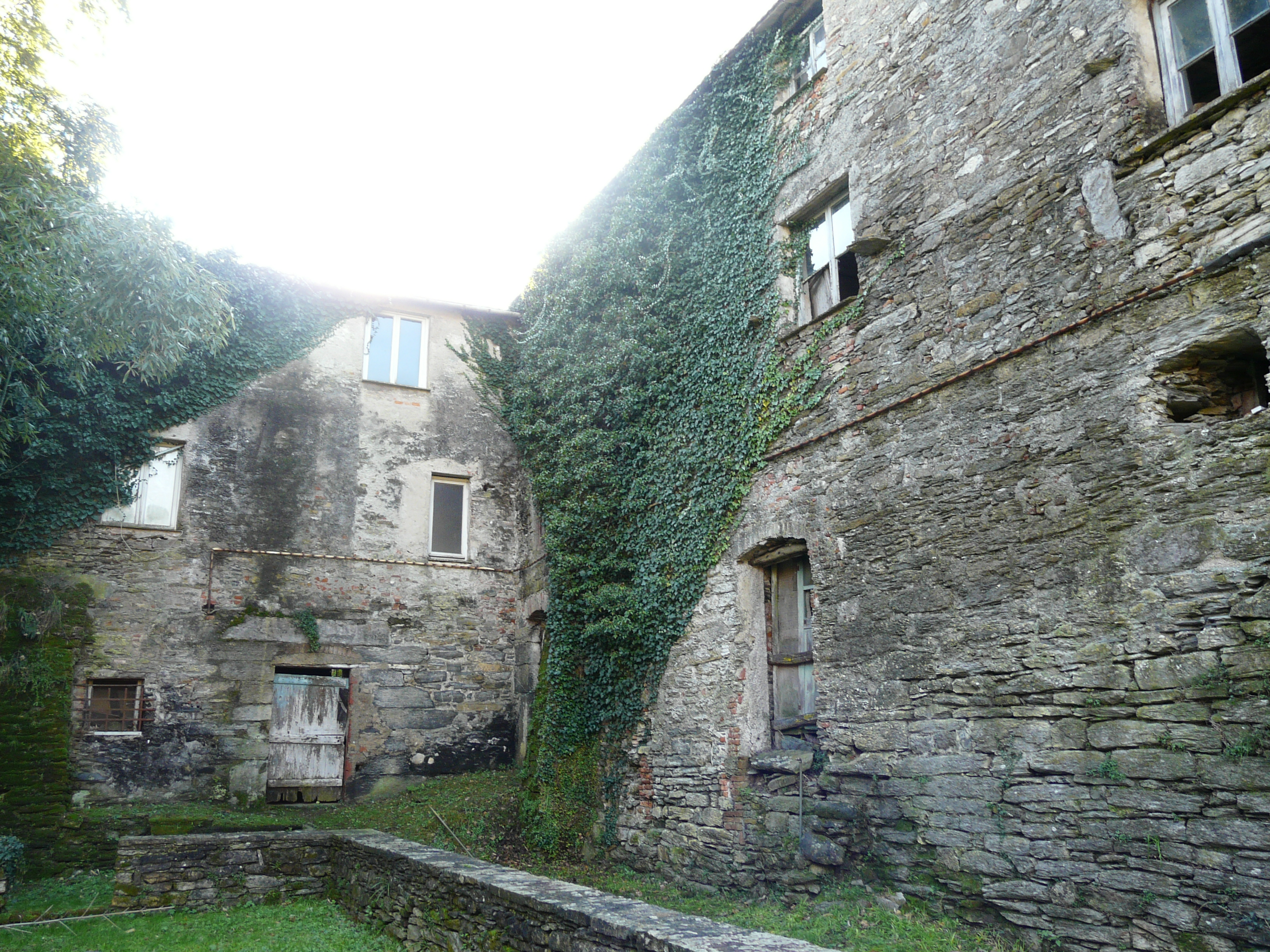
Particolare del corpo annesso alla chiesa

Il monastero, data la sua notevole lontananza dal più vicino centro sicuro, venne pertanto dichiarato soppresso (ma non sconsacrato) con un breve editto pontificio di papa Gregorio XIII emanato il 9 agosto 1572. Tuttavia alcune monache rifiutarono l'allontanamento e solo nel 1573 l'arcivescovo genovese Cipriano Pallavicino poté dichiarare ufficialmente chiuso il monastero. Le cronache narrano che i beni esistenti furono inventariati e venduti; il capo di san Biagio, veneranda reliquia, ed una tela del pittore Domenico Fiasella furono consegnate alla locale basilica dei Santi Gervasio e Protasio. L'intero complesso monastico e le sue terre furono vendute sempre nel 1572 ad un certo Agostino o Nicolò Bardi, per la somma di 10.155 lire genovesi, con l'obbligo della manutenzione della chiesa, dove avrebbe officiato la funzione religiosa un cappellano.
Non si conoscono ancora oggi i motivi dell'accentuata decadenza del monastero poiché sia nel 1788 che nel 1858 diversi documenti ne attestano il discreto stato di conservazione: nel 1788 sono in piedi il maestoso campanile, gran parte della chiesa e parte, ancora, del chiostro, formato, tutt'attorno al cortile interno, da piccole doppie colonnine di marmo bianco con sopra archi a sesto acuto; il sindaco rapallese Ambrogio Tasso riportò, in uno scritto del 1858, l'ancora discreta conservazione del complesso accennando all'integrità del chiostro anche trent'anni prima.
L'incuria delle autorità ed il malvolere degli abitanti aggravarono il disfacimento del monastero, le cui mura sgretolandosi fornirono materiale per la costruzione di case coloniche, mentre gli edifici attornianti la chiesa ed il chiostro divennero il focolare ed il ricovero per le famiglie dedite al lavoro dei campi.
Nel 1903 l'ormai abbandonato monastero fu dichiarato monumento nazionale italiano, portando così i primi veri e concreti restauri dell'immobile - ridotto già un rudere - a cura dell'architetto Alfredo d'Andrade.
Ricostruzioni consistenti si notano nel corpo dell'edificio conventuale attaccato al transetto di destra. Questi interventi devono essere stati attuati nel restauro compiuto dal D'Andrade e, forse, anche l'arcone a sesto acuto della portineria-foresteria, sotto cui passava la mulattiera, che appare in mattoni apocrifi. Buona parte del corpo della portineria-foresteria suddetta appare ricostruito, ma ben ricomposto. Qualche sostituzione di elementi lapidei, abbastanza evidente, si rileva nella parte esistente del corpo della chiesa, soprattutto attorno ad alcune finestre.
Il 26 febbraio 1955 l'allora ministro per la Pubblica Istruzione Angelo Raffaele Jervolino dichiarò la zona di Valle Christi di notevole interesse pubblico, ai sensi della legge n. 1497 del 29 giugno 1939.
Dopo gli interventi conservativi degli ultimi anni del Novecento, svolti sotto la direzione scientifica di Benito Paolo Torsello, oggi il complesso è teatro di importanti manifestazioni culturali e teatrali, specie nel periodo estivo, ed inserito all'interno del campo da golf cittadino.

## Descrizione

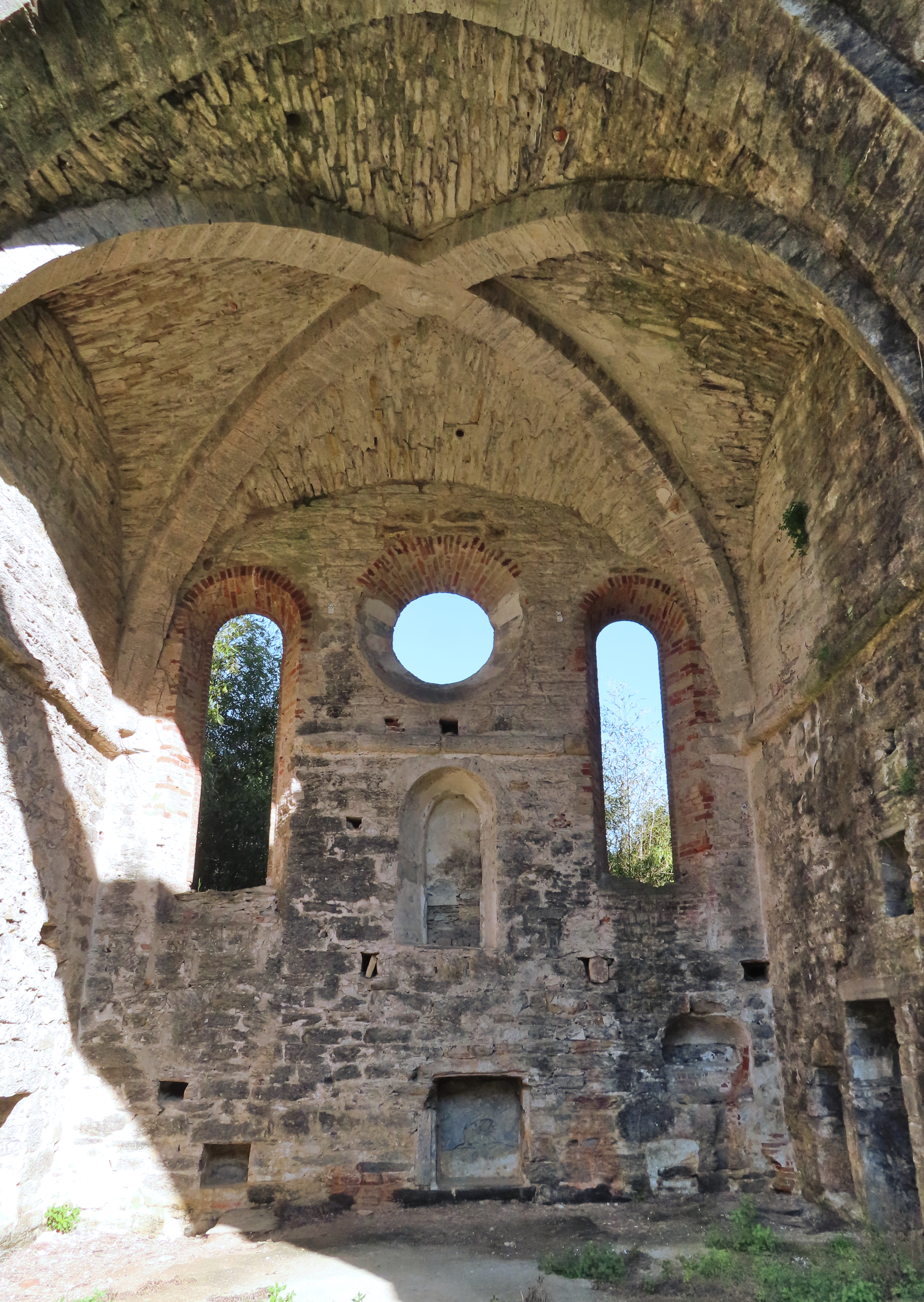
Presbiterio

### Gli esterni
Del complesso restano alcuni cospicui avanzi che ne permettono la lettura.
La chiesa del monastero è in stile gotico-romanico, con pianta a forma di croce latina. L'abside maggiore - rivolto ad est come le altre due presenti - presenta una volta a crociera in conci squadrati, sporgendo poco fuori dal muro perimetrale rispetto alle due absidi laterali. Il fondo dell'abside è piatto, raro esempio rimasto di questa tipologia gotico-cistercense: in Genova si contano rari esempi di tale forma, modificata nei secoli successivi per ospitare un coro più esteso (tra i rarissimi esempi superstiti la chiesa del Carmine). Quelle laterali contengono due cappelle che si affacciano sul transetto ed hanno una pianta quadrangolare, tipiche nelle chiese cistercensi.
L'elemento di maggior spicco resta la torre campanaria che, alta, ancora oggi svetta con la sua struttura in cotto, fortemente costolata, scandita dagli archetti pensili ed alleggerita su ogni prospetto da trifore marmoree. Termina con l'alta cuspide a quattro falde aperta ciascuna da un incisivo vuoto che concorre ad alleggerire ulteriormente il volume delle coperture. La sua forma che, almeno originariamente, assomiglia molto alla celebre basilica dei Fieschi di San Salvatore dei Fieschi nel comune di Cogorno, è impostata sull'incrocio della navata con il transetto: essa sovrasta con la sua solida mole l'edificio sacro di cui restano in elevazione solo le strutture che fanno corpo per sostenere l'alta struttura.

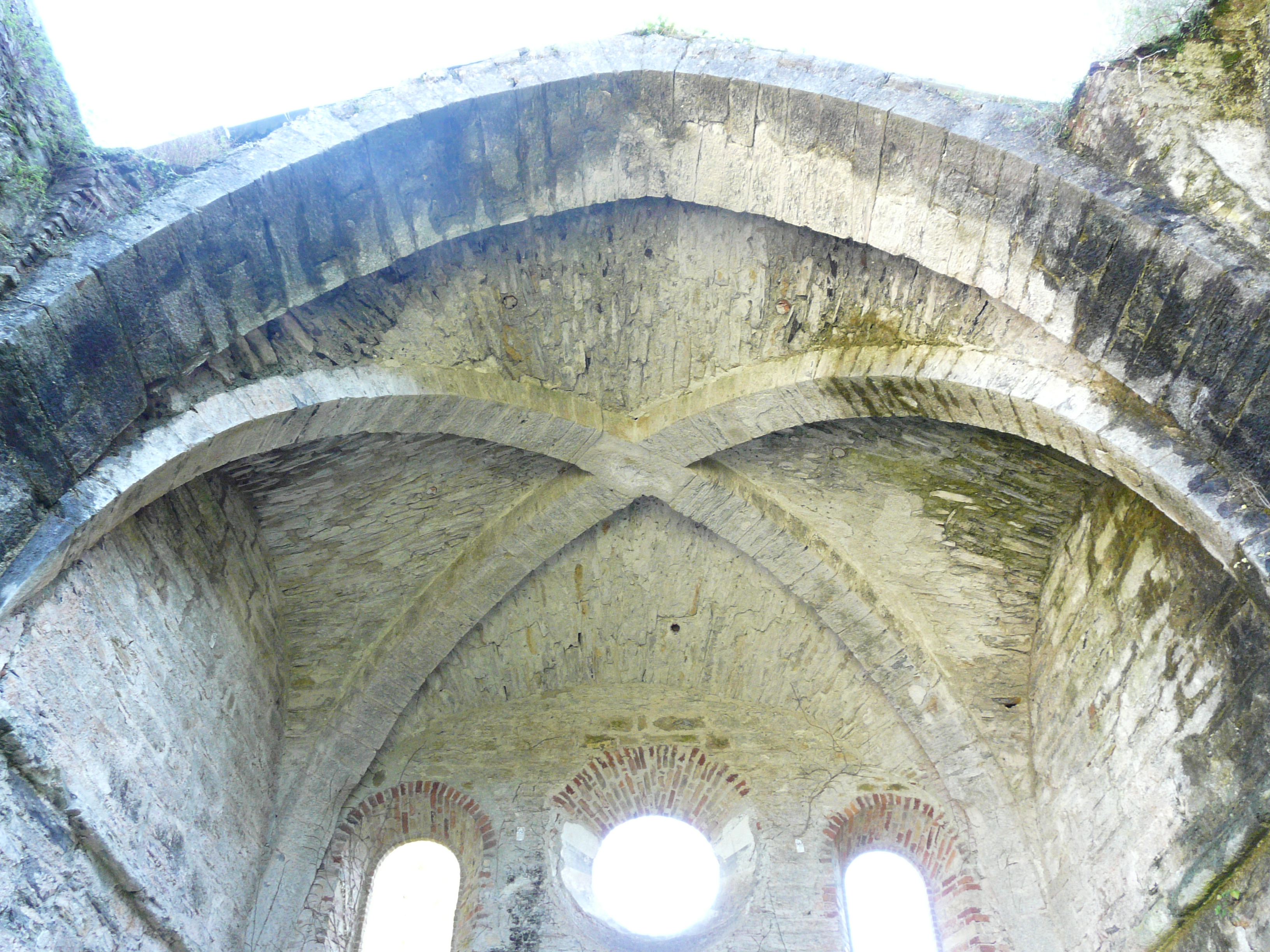
Particolare delle volte della chiesa

Il corpo conventuale, in parte diruto e molto deperito, era di tre piani e doveva comprendere un piano terreno per uso agricolo, con cantine ed altro, dispensa, cucine, mensa e, ai piani superiori, alloggi per 20-30 suore, sia per dormitori, che per ambienti di lavoro e preghiera.
I tre lati della fabbrica conventuale ed il corpo della chiesa chiudevano, all'interno, un chiostro rettangolare con portico a colonnette di marmo bianco, di cui si vede ora solo la forma planimetrica rivelata da residui di fondazioni e da un pozzo. Un altro pozzo o fontana per i viandanti ed i pellegrini, v'era certamente sulla via, dall'altra parte della chiesa, a lato del protiro, ove s'intravedono indizi oltre la stradetta stessa.
Invece a valle di essa, contro il muro della chiesa, doveva esserci il cimitero, come rilevano le moltissime ossa umane ed una tomba a lastre di pietra grezza; anche a monte si dovette poi estendere detto cimitero come si arguisce da altri resti; altre tombe, sempre in lastre di pietra, sono nel pavimento del portico del chiostro, a ridosso della chiesa e anche nel terreno a fianco dell'abside verso sud.

### Gli interni

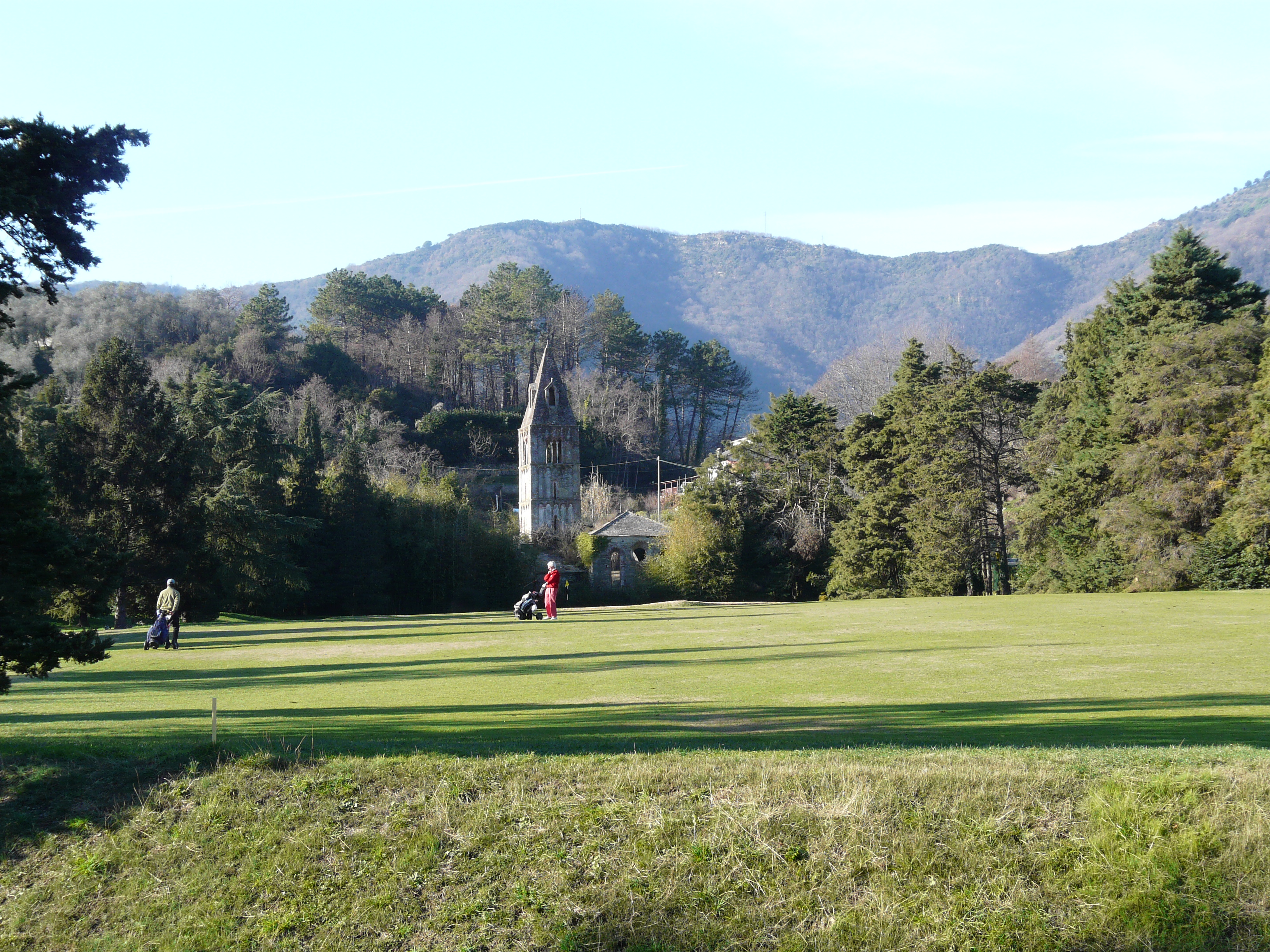
L'ex complesso monastico inserito all'interno del campo da golf rapallese

Il presbiterio e i due lati del transetto sono coperti da volte a crociera in mattoni; le cappelle laterali sono invece chiuse con volte a botte in pietra. La convergenza dei muri laterali delle cappelle crea un effetto prospettico aumentando la profondità dei piccoli ambienti.
Sul perimetro del braccio destro del transetto è costruita la torre nolare, sostenuta da tre archi a sesto acuto e dal muro laterale del transetto verso ovest. I costoloni della crociera sono in mattoni sagomati in rotondo, mentre la chiave di volta è un concio in pietra a forma di croce dai bracci uguali, arrotondati, con due cerchi concentrici al centro e figurine a rilievo sui bracci. L'accesso alla chiesa direttamente dal chiostro era ricavato dentro la navata, sul lato destro, dove si nota ancora un lieve ribassamento del pavimento.
Dell'antica decorazione interna della chiesa rimangono i resti intonacati di una zebratura bianca e nera. Fu sfruttata molto la luce del sole mattutino, grazie alla presenza nell'abside maggiore di un rosone e due finestre.

## La leggenda
L'ubicazione poco soleggiata del convento, che favorisce la crescita di muschi e licheni, e lo stato di quasi totale abbandono, esaltano il fascino un po' lugubre delle strutture gotiche, delle volte a crociera basse e buie, della totale assenza di ogni compiacimento decorativo, secondo la ferrea regola cistercense.
Si narra che in tempi molto antichi, una suora, follemente innamorata di un pastore, abbia trasgredito alla regola di castità rimanendo incinta e che per punizione sia stata murata viva, con la sua bambina appena nata, in una cella del convento. Molti asseriscono che nelle notti senza luna un lamento struggente sale dalle antiche pietre e si diffonde nella campagna.

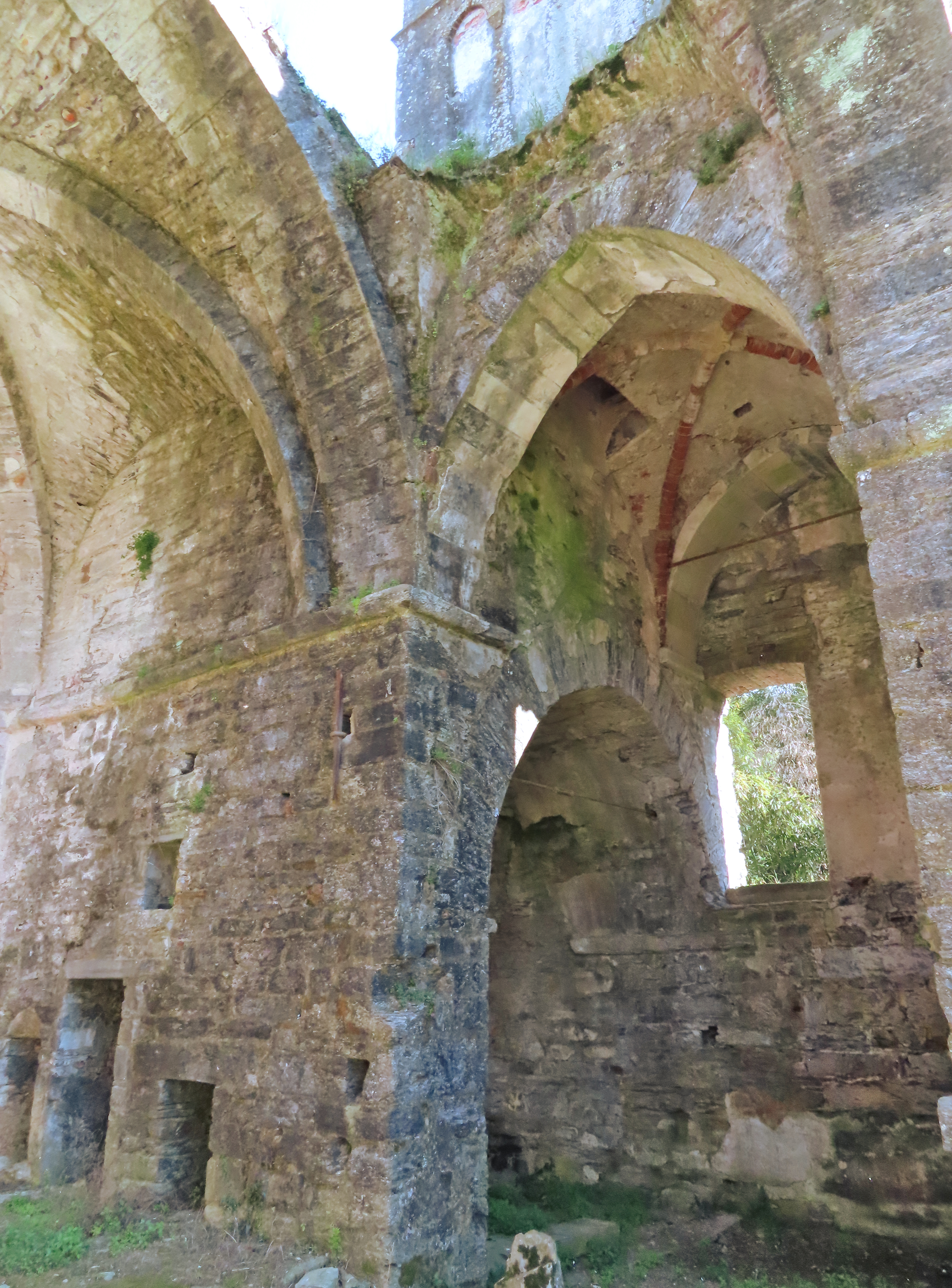
L'interno della chiesa